# Brak na prvu (3. sezona)
Treća sezona Braka na prvu službeno je bila najavljena 10. siječnja 2023. godine. Sezona je imala 31 epizodu, a prikazivala se od 30. siječnja do 13. ožujka 2023. godine na RTL-u.
Šest je parova sklopilo brak na početku sezone, a sredinom sezone uveden je i sedmi "tajni" par. Na kraju sezone u braku su ostala tri para. 

## Produkcija
Snimanje sezone započelo je u srpnju 2022. godine.
Kandidate spajaju i kroz brak savjetuju sudski vještak za psihologiju Boris Blažinić, magistra psihoterapije Iva Stasiow i stručnjakinja za muško-ženske odnose Sanela Kovačević Nelly.

## Kandidati
Legenda:
██ Kandidat je odlučio ostati u vezi.
██ Kandidat je odlučio napustiti vezu.
██ Par se u konačnici vjenčao.
██ Par se u konačnici rastao.
Dob i mjesto prebivališta kandidata odnose se na vrijeme snimanja sezone.
| Par               | Kandidati           | Dob | Mjesto   | Prva odluka   | Druga odluka | Treća odluka | Konačni status veze |
| Par               | Kandidati           | Dob | Mjesto   | 7.–8. epizoda | 13. epizoda  | 26. epizoda  | Konačni status veze |
| ----------------- | ------------------- | --- | -------- | ------------- | ------------ | ------------ | ------------------- |
| Andrea i Marko    | Andrea Kukolj       | 34  | Zagreb   | ostaje        | ostaje       | ostaje       | vjenčani            |
| Andrea i Marko    | Marko Bogdan        | 34  | Daruvar  | ostaje        | ostaje       | ostaje       | vjenčani            |
| Bojan i Saša      | Bojan Mrđenović     | 38  | Sisak    | ostaje        | odlazi       |              | rastavljeni         |
| Bojan i Saša      | Saša Đorić          | 31  | Vranje   | odlazi        | odlazi       |              | rastavljeni         |
| Dario i Petra     | Dario Crnković      | 27  | Rakovica | ostaje        | ostaje       | odlazi       | rastavljeni         |
| Dario i Petra     | Petra Meštrić       | 28  | Varaždin | ostaje        | odlazi       | odlazi       | rastavljeni         |
| Hedviga i Zoran   | Hedviga Tandara     | 31  | Zagreb   | ostaje        | ostaje       | ostaje       | vjenčani            |
| Hedviga i Zoran   | Zoran Babović       | 39  | ?        | ostaje        | ostaje       | ostaje       | vjenčani            |
| Lorena i Stefan   | Lorena Farkač       | 24  | Stupnik  | ostaje        | ostaje       | ostaje       | vjenčani            |
| Lorena i Stefan   | Stefan Modrić       | 25  | Pazin    | ostaje        | ostaje       | ostaje       | vjenčani            |
| Manuela i Tihomir | Manuela Milovanović | 43  | Zagreb   | ostaje        | ostaje       | odlazi       | rastavljeni         |
| Manuela i Tihomir | Tihomir Tomašić     | 50  | ?        | ostaje        | ostaje       | odlazi       | rastavljeni         |
| Marko i Miljana   | Marko Antunović     | 39  | Zagreb   |               |              | ostaje       | rastavljeni         |
| Marko i Miljana   | Miljana Popović     | 29  | Beograd  |               |              | ostaje       | rastavljeni         |

## Vanjske poveznice
- Službena stranica rtl.hr
- Službena stranica na Facebooku
- Službena stranica na Instagramu